# Dominik Rydulski
Dominik Jan Rydulski (ur. ok. 1718 prawdopodobnie w okolicach Lublina, zm. 1795 w Zamościu) – polski duchowny katolicki, profesor i ostatni rektor Akademii Zamojskiej.
Był synem Jakuba i starszym bratem Piotra, również duchownego, profesora Akademii Krakowskiej, teologa. Dominik Rydulski uzyskał na Uniwersytecie Krakowskim stopień bakałarza (1741). Od 1743 uczył gramatyki w kolonii Akademii Zamojskiej w Ołyce, w 1744 uzyskał doktorat filozofii w Zamościu. W 1747 został wykładowcą Akademii Zamojskiej; uczył analogii, poetyki, retoryki, filozofii, prawa kanonicznego. Od 1750 był kanonikiem kapituły zamojskiej, w 1767 uzyskał tytuł doktora obojga praw. Kilkakrotnie pełnił funkcję rektora Akademii (1768–1769, 1772–1774, 1778–1781, 1783–1784), był również dziekanem Wydziału Filozoficznego i Wydziału Prawa. Kierował uczelnią w trudnych czasach rozbiorowych, w 1773 był przyjęty przez przebywającego w Zamościu cesarza Józefa II, u którego zabiegał o utrzymanie Akademii. Ostatecznie nie udało mu się uchronić szkoły przed zamknięciem, co nastąpiło w 1784.
W 1759 doprowadził do wznowienia działalności Seminarium Zamojskiego, gdzie kształciło się dwunastu kleryków dla diecezji chełmskiej, pełnił tam funkcję prefekta; także ta szkoła uległa likwidacji (w 1783), podobnie jak powołana przez Rydulskiego Sodalicja Mariańska dla studentów.
Ogłaszał utwory poetyckie (m.in. zbiór Cidaris doctoralis z okazji doktoratu, 1744; panegiryk żałobny po śmierci profesora Akademii Zamojskiej Macieja Pawołowicza Sors fatalis, 1749), prace filozoficzne (Conclusiones philosophicae ex universa logica et metaphysica, 1752; Theses philosophicae, 1753), prace z prawa kanonicznego (Positiones juridicanonicae, 1760). Swój księgozbiór przekazał kapitule zamojskiej.